# DDR-Liga 1978/79
In 1978/79 werd het 29ste seizoen van de DDR-Liga gespeeld, de tweede klasse van de DDR. De vijf groepswinnaars speelden een eindronde waarvan de top twee promoveerde. FC Vorwärts Frankfurt promoveerde meteen terug naar de DDR-Oberliga, BSG Chemie Leipzig keerde na de laatste degradatie in 1976 terug.

## Promotie-eindronde
| Plaats | Club                     | Wed. | W  | G  | V  | Saldo | Ptn.  |
| ------ | ------------------------ | ---- | -- | -- | -- | ----- | ----- |
| 01.    | FC Vorwärts Frankfurt/O. | 08   | 07 | 01 | 0– | 24:06 | 15:01 |
| 02.    | BSG Chemie Leipzig       | 08   | 03 | 03 | 02 | 11:07 | 09:07 |
| 03.    | BSG Motor Suhl           | 08   | 04 | 01 | 03 | 14:19 | 09:07 |
| 04.    | BSG Energie Cottbus      | 08   | 01 | 02 | 05 | 09:13 | 04:12 |
| 05.    | TSG Bau Rostock          | 08   | 01 | 01 | 06 | 08:21 | 03:13 |

### Topschutters
|    | Speler                | Club                     | Goals |
| -- | --------------------- | ------------------------ | ----- |
| 1. | Frieder Andrich       | FC Vorwärts Frankfurt/O. | 6     |
| 2. | Klaus-Dieter Boelssen | BSG Motor Suhl           | 4     |
| 2. | Gerhard Krentz        | TSG Bau Rostock          | 4     |